# Langia formosana
Langia formosana är en fjärilsart som beskrevs av Clark 1936. Langia formosana ingår i släktet Langia och familjen svärmare. Inga underarter finns listade i Catalogue of Life.